# ATPO
2-аміно-3-[5-терт-бутіл-3-(фосфометоксі)-4-ізоксазоліл]пропіонова кислота (англ. 2-amino-3-[5-tert-butyl-3-(phosphonomethoxy)-4-isoxazolyl]propionic acid, АТРО) — конкурентний антагоніст АМРА- та каїнатних рецепторів.
За хімічною структурою є гібридом АР7 (антагоніста NMDA-рецептора) та АТРА (антагоніста АМРА- та каїнатних рецепторів); проте, незважаючи на наявність структури подібної до АР7, з NMDA-рецепторами не зв'язується.